# Медаль Непокорённых (Бельгия)
Медаль Непокорённых (фр. Médaille du Réfractaire, нидерл. Werkweigeraarsmedaille) — бельгийская государственная награда.

## История
Награда была учреждена королевским указом от 12 февраля 1951 года для отличия гражданских лиц Бельгии, которые отказались или уклонились от службы или работы на Третий рейх в период Второй мировой войны.
Орден имеет одну степень в трёх вариантах, отличающихся между собой типом орденской ленты. Цвет узких полос на ленте означает:
- желтый — награждённый отказался или уклонился от службы в военных формированиях Третьего рейха после призыва его оккупационной властью
- белый — награждённый отказался или уклонился от работы в пользу Германии
- красный — награждённый был направлен на принудительные работы в Германию, бежал оттуда, или, будучи в отпуске, отказался вернуться на работу в Германию.

## Условия награждения
В соответствии с указом медалью награждаются все граждане Бельгии, которые в период 1940—1945 гг. отказались или уклонились от работы в пользу Германии, в частности, отказались от службы в Вермахте, принудительных работы в Германии или сбежали с таких работ. Это единственная в мире медаль которую вручали за отказ от работы.

## Описание
Знак ордена имеет форму круга с диаметром 37 мм, изготовлен из бронзы.
На аверсе знака находится фигура человека со скрещенными на груди руками, с головой, повернутой в левую сторону, что символизирует отказ от работы. В правом нижнем углу имеется надпись J. WITTERWULGHE.
На реверсе в верхней части находятся даты 1940—1945, а ниже надпись на латыни FORSAN VICTI NUNQUAM SERVI, что переводится как «Можно быть поверженным, но никогда рабом».
Медаль крепится к ленте шириной 38 мм зелёного цвета, на расстоянии 10 мм от края расположены две узкие полоски шириной 3 мм, в зависимости от того, какой подвиг совершил награждённый:
- за отказ служить в Вермахте — желтый цвет
- за отказ от работы в пользу оккупанта — белый цвет
- за уклонение от принудительных работ или отказ от возвращения к ней — красный цвет.

## Изображения

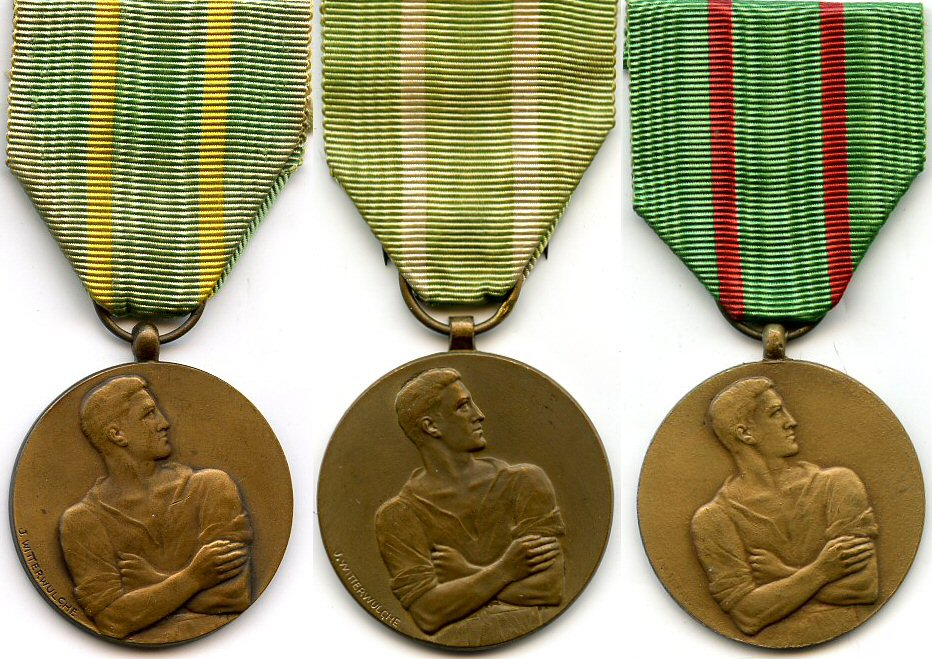
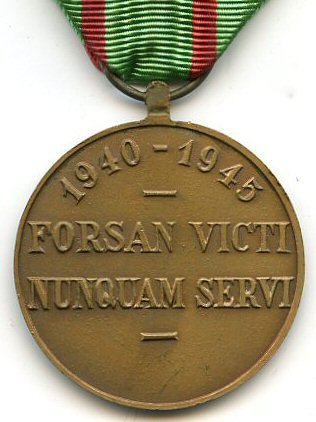
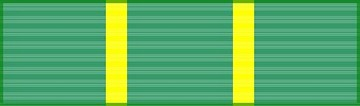
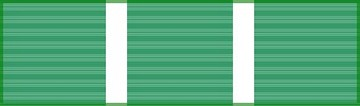
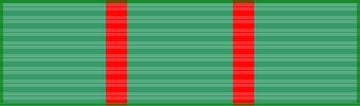